# Weedon Bec
Weedon Bec è un paese di 2 485 abitanti della contea del Northamptonshire, in Inghilterra.